# Чумаков, Фёдор Иванович
Фёдор Ива́нович Чумако́в (24 декабря 1782 (4 января 1783) — 22 января (3 февраля) 1837) — российский учёный, ординарный профессор и декан отделения физических и математических наук Московского университета.

## Биография
Родился 24 декабря 1782 (4 января 1783) года в семье ротмистра. После трёхлетнего обучения на казённом содержании (12.02.1801—30.08.1804) в университетской гимназии при Московском университете был принят в студенты университета. Окончив курс физико-математического отделения 9 июля 1807 года со степенью кандидата, он был зачислен в кандидаты, а затем магистры Педагогического института Московского университета. 
С 11 сентября 1808 года был назначен преподавателем университетской гимназии: сначала учителем арифметики, затем алгебры и приложения алгебры к геометрии. В начале 1812 года, 9 января, получил степень доктора математических наук. После возвращения Московского университета из эвакуации в 1813 году был утверждён адъюнктом кафедры прикладной математики. С 1814 года — экстраординарный профессор, с 1818 — ординарный профессор. Преподавал механику, оптику, астрономию с её приложениями к геодезии, навигации и гномонике.
Состоял с 1819 года по 11 мая 1827 года членом училищного комитета при университете и обозревал казённые и частные учебные заведения в Москве, а также в губерниях: Смоленской, Тверской, Ярославской, Костромской, Вологодской, Тульской и Орловской. В период 1827—1833 годов был дважды деканом физико-математического отделения (1827—1828 и 1830—1832).
Уволен в отставку, по прошению, 15 июня 1832 года. Умер 22 января (3 февраля) 1837 года.

## Сочинения
Перевёл на русский язык «Курс математики, изданный на французском языке Беллавенем для употребления в военных школах» (ч. I: «Арифметика и алгебра», Москва, 1817; ч. II: «Геометрия, начертательная геометрия, плоская и сферическая тригонометрия, нивелирование и правила съемки планов», 1819, 9 таблиц; ч. III: «Аналитическая геометрия и механика», 1821, 3 таблицы).